# Pjotr Borissowitsch Scheremetew

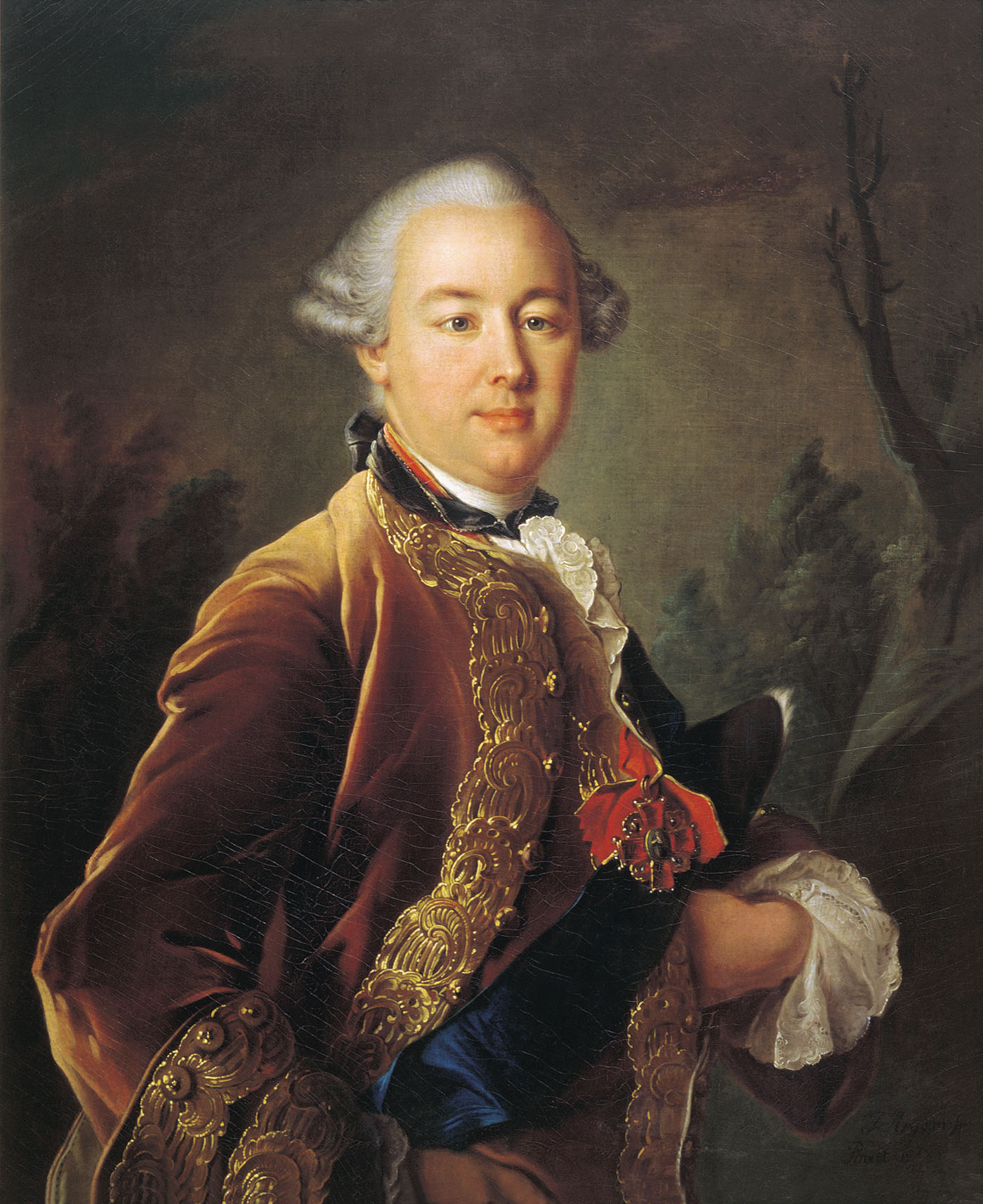
Graf Pjotr Borissowitsch Scheremetew (N. I. Argunow, 1760)

Graf Pjotr Borissowitsch Scheremetew (russisch Пётр Бори́сович Шереме́тев; * 26. Februarjul. / 9. März 1713greg. in Roslawl; † 30. Novemberjul. / 11. Dezember 1788greg. in Priluki) war russischer General, Kammerherr und Mäzen.

## Leben
Scheremetew war der älteste Sohn des Generalfeldmarschalls Graf Boris Petrowitsch Scheremetew und Patenkind des Kosakenhetmans Iwan Skoropadskyj. Auf Wunsch Zar Peters I. wurde er sogleich als Praporschtschik in das Preobraschensker Leib-Garderegiment aufgenommen und war der Spielgefährte des Zarensohns Peter II., mit dem zusammen er aufwuchs und lernte. Kaiserin Katharina I. beförderte den 13-jährigen Scheremetew zum Podporutschik. Peter II. beförderte ihn sofort nach seiner Krönung 1728 zum Porutschik und 1729 zum Kapitan-Porutschik im Preobraschensker Leib-Garderegiment. Scheremetew vertrug sich nicht mit dem Günstling Kaiser Peters II. Iwan Dolgorukow, so dass er sich fern vom Hof aufhielt und sich allerdings erfolglos der Heirat seiner Schwester Natalja Borissowna Scheremetewa mit Iwan Dolgorukow widersetzte.
1738 wurde Scheremetew von Kaiserin Anna zum Kapitan befördert. 1739 ernannte  Kaiserin Anna anlässlich der Heirat der Großfürstin Anna Leopoldowna mit Herzog Anton Ulrich von Braunschweig-Wolfenbüttel und der Einrichtung ihres Hofstaats 1739 Scheremetew zum Kammerherrn und 1741 zum Kammerherrn des Kaiserlichen Hofes mit einem Jahresgehalt von 1500 Rubeln.
1742 wurde Scheremetew von Kaiserin Elisabeth nach ihrer Thronbesteigung in diesem Amt bestätigt und erhielt drei Monate später den Anna-Orden anlässlich ihrer Krönung und Ernennung des Herzogs Karl Peter Ulrich von Schleswig-Holstein-Gottorf zum Thronfolger. 1743 heiratete Scheremetew Fürstin Warwara Alexejewna Tscherkasski, Tochter des russischen Reichskanzlers Alexei Tscherkasski und Erbin des größten Vermögens in Russland. 1744 erhielt er am Tage der Feier des Friedens mit Schweden den Alexander-Newski-Orden. 1754 wurde er zum Generalleutnant befördert unter Verlust seines Hoftitels. 1758 nahm er mit kaiserlicher Erlaubnis den Orden des Weißen Adlers des Königs von Polen entgegen. 1760 wurde er General en chef und Adjudant-général der Kaiserin.
1762 erhielt Scheremetew von Kaiser Peter III. bei seiner Thronbesteigung den Andreas-Orden und die Ernennung zum Oberkammerherrn am Kaiserlichen Hof. 1762 wurde Scheremetew von Kaiserin Katharina II. bei ihrem Regierungsantritt 1762 zum Senator ernannt. Scheremetew mit einigen anderen ausgewählten Senatoren wohnte der Krönung Katharinas in Moskau bei, während die übrigen Senatoren in St. Petersburg ihren Dienst tun mussten. 1763 erhielt Scheremetew auf eigenen Wunsch einen einjährigen Urlaub. Bei der Aufteilung des Senats in Departements 1764 gehörte Scheremetew zum 4. Departement. 1767 wurde er in die Kommission zur Vorbereitung eines neuen Gesetzbuches berufen, in deren Sitzungen er seine Bereitschaft erklärte, die Bauern aus der Leibeigenschaft zu befreien.

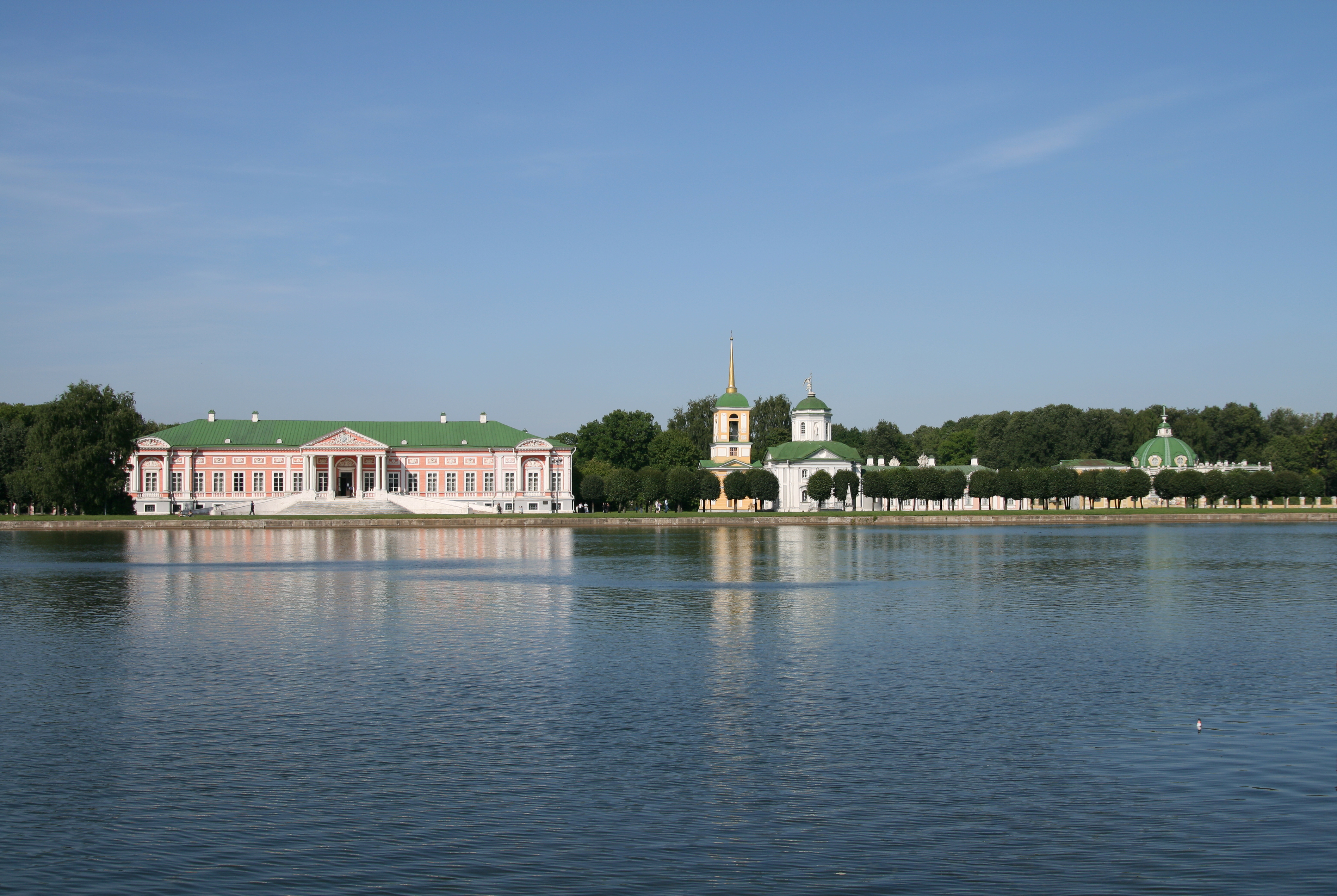
Schloss Kuskowo

1767 starb Scheremetews Frau Warwara und 1768 seine Tochter Anna. Darauf bat er um den Abschied aus allen seinen Ämtern, der ihm 1768 gewährt wurde. Als Herr von 140.000 Bauern lebte er nun seinem Vergnügen. Neben seinen riesigen Ländereien insbesondere in der Nähe von Moskau besaß er auch die Landgüter Pebalk, Orrishof, Neuhof, Kapershof, Haselau und Hiljamois in Livland.
Er wurde bekannt als Sonderling mit seiner Liebe zu den Künsten, seinem luxuriösen Lebensstil und seinem Reichtum. Er bestellte aus dem Ausland politische und philosophische Bücher. In den 1770er Jahren gab er den Briefwechsel seines Vaters mit Peter I. heraus. Er besaß das beste Theater und Orchester in Russland. Er setzte die Sammlung seines Vaters von Porträt-Gemälden auf dem Scheremetew-Landsitz Kuskowo fort, so dass dort die beste Gemäldegalerie Russlands im 18. Jahrhundert entstand. Seine Angestellten waren besorgt, ständig für ihn seltene Mineralien, Versteinerungen und Tiere, griechische Götterbüsten und Stiche von Bildern des Malers Murillo zu kaufen. Er plante auf dem See vor dem Kuskowoer Schloss Yachten mit Mannschaften und Kanonen, und er sorgte für den Kauf seltener Muscheln für die Ausschmückung der Kuskowoer Grotte. Dabei blieb er ein sorgfältiger Verwalter seines riesigen Besitzes. 
Er ließ das St. Petersburger Scheremetew-Palais an der Fontanka durch seinen leibeigenen Architekten F. S. Argunow erbauen. Er richtete Schulen für seine Leibeigenen ein, er widersetzte sich der Ausbeutung der Bauern und bewahrte Geschwächte vor Strapazen, dass sie sich wieder erholen konnten. Er ließ Aprikosen und andere Gewächshaus-Delikatessen anpflanzen, um die Freundschaft mit dem General-Prokurator des Senats Fürst Wjasemski zu pflegen. Trotz seines sorgfältigen Wirtschaftens unter Vermeidung überflüssigen Aufwands scheute er keine Ausgaben um der Ehre der Familie willen, so dass er beim Empfang Katharinas II. auf Schloss Kuskowo prächtige Feste gab, deren Ausmaß und Großzügigkeit die Ausländer beeindruckte. 1776 wurde Scheremetew Chef des Moskauer Ulanenkorps der Moskauer. 1780 wurde er Adelsmarschall des Gouvernements Moskau. 
Scheremetew wurde im Moskauer Nowospasski-Kloster begraben. Sein Werk wurde von seinem Sohn Graf Nikolai Scheremetew fortgeführt.